# خلدآباد

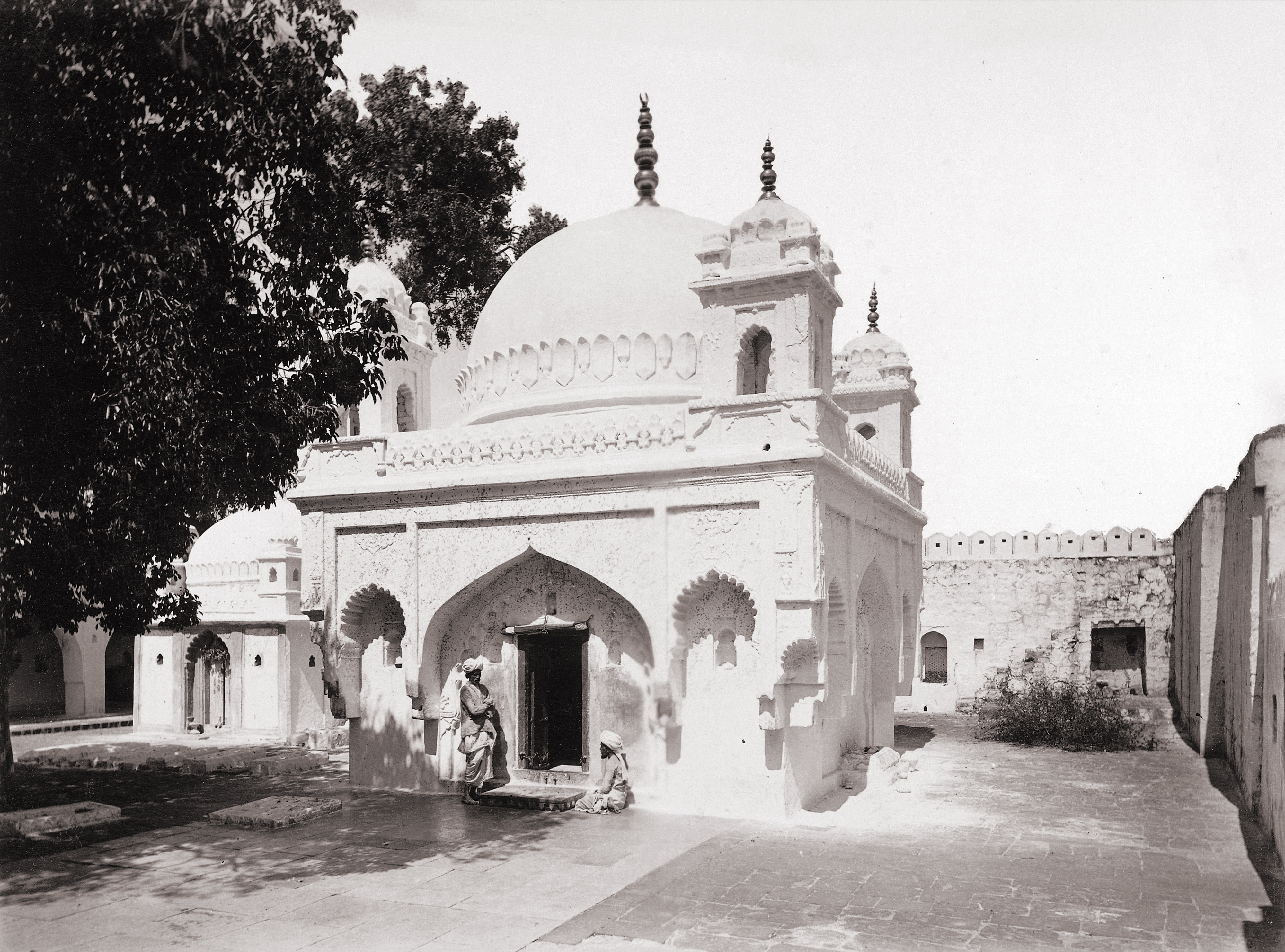
یک منطقهٔ مسکونی در هند

خُلدآباد (به مرآتی: खुलताबाद) یک منطقهٔ مسکونی در هند است که در شهرستان اورنگ‌آباد، مهاراشترا واقع شده است.
خلدآباد ۱۲٬۷۹۴ نفر جمعیت دارد و ۸۵۷ متر بالاتر از سطح دریا واقع شده است.

## تاریخچه
اهمیت تاریخی و مذهبی خلدآباد به قرن چهاردهم برمی‌گردد، زمانی که محمد بن تغلق از سلطان‌نشین دهلی، جمعیت دهلی را به دولت‌آباد در دکن منتقل کرد. بخش قابل توجهی از نخبگان مسلمان مهاجر را تصوف تشکیل می‌دادند که بسیاری از آنها در شهر همسایه روضه (نام قدیمی‌تر خلدآباد) ساکن شدند. برخی از این مهاجران اولیه شامل صوفیان زر زری زر بخش و برهان‌الدین غریب بودند. این شهر به عنوان محل دفن بسیاری از این صوفیان، به عنوان مرکز چشتیه، جنبه مقدسی پیدا کرد.
حاکمان هند و اسلام در دکن به دلیل اهمیت مذهبی این شهر با آن ارتباط برقرار کردند. ملک عنبر، نخست‌وزیر نظام‌شاهیان احمدنگر، تصمیم گرفت در اینجا دفن شود. خاندان حاکم فاروقی  پیوندهای نزدیکی با این شهر داشت. بنیانگذار این سلسله پایتخت خود برهانپور را به نام برهان الدین غریب که در خلدآباد بود نامگذاری کرد. فاروقی‌ها با اعطای درآمد سه روستا به زیارتگاه‌های شهر، آنها را تأمین مالی کردند.
حمایت امپراتوری گورکانی از این شهر در اوایل سلطنت امپراتور اکبر کبیر آغاز شد، که پس از تصرف خان فاروقی، حمایت فاروقی از خلدآباد را ادامه داد. حاکمان بعدی شاه جهان و اورنگ‌زیب حمایت مالی را حفظ کردند. به ویژه در دوران حکومت اورنگ زیب، خلدآباد به عنوان محل دفن خانواده سلطنتی مغول اهمیت بیشتری پیدا کرد، زیرا در همسایگی اورنگ‌آباد قرار داشت که در زمان حکومت او به عنوان پایتخت واقعی امپراتوری مغول بود. خود اورنگ زیب تصمیم گرفت در اینجا دفن شود و پس از آن این شهر نام امروزی خود را خلدآباد را از لقب پس از مرگ حاکم «خلد مکان» گرفت.
الگوهای حمایت مغول‌ها با جانشینان مغول‌ها در دکن، آصف جاه‌ها (همچنین به عنوان نظام‌ها شناخته می‌شوند) ادامه یافت. چندین تن از بزرگان این سلسله در این شهر به خاک سپرده شدند، از جمله بنیانگذار آصف جاه. اهمیت مداوم خلدآباد به دلیل عملکرد مداوم اورنگ آباد در نزدیکی به عنوان پایتخت سرزمین‌های آصف جاهی بود. هم مغول‌ها و هم آصف جاهی‌ها در معماری این شهر مشارکت داشتند.